# استان آیدین
آیدین نام یکی از استان‌های ترکیه است.
مرکز آن شهر آیدین است.
شهرهای مهم دیگر این استان عبارتند از دیدیم و کوشاداسی.
این استان مرکز تولید انجیر ترکیه است.

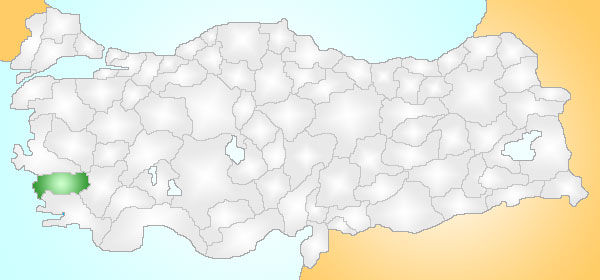
محل استان آیدین در ترکیه.